# Andreas Knudsen
Andreas "Annan" Knudsen (Drammen, 23 de novembro de 1887 — Oslo, 11 de fevereiro de 1982) foi um velejador e remador norueguês, medalhista olímpico. Ele competiu nos Jogos Olímpicos de Verão de 1920 na classe 6 Metre e conquistou a medalha de prata na disputa realizada segundo as regras de 1907 a bordo do Marmi com Einar Torgersen e Leif Erichsen. Anteriormente, ele havia competido na prova oito com masculino do remo nos Jogos de 1908, mas foi eliminado na primeira bateria.